# Litochovice nad Labem
Litochovice nad Labem (něm. Lichtowitz) je místní část obce Prackovice nad Labem. Vesnice leží na levém břehu Labe, asi 1 km jižně od vsi Prackovice nad Labem. Ve vsi se nachází železniční zastávka na trati 090 (úsek Lovosice-Ústí nad Labem).

## Historie
Nejstarší písemná zmínka pochází z roku 1272.

## Obyvatelstvo
|           | 1869 | 1880 | 1890 | 1900 | 1910 | 1921 | 1930 | 1950 | 1961 | 1970 | 1980 | 1991 | 2001 | 2011 |
| --------- | ---- | ---- | ---- | ---- | ---- | ---- | ---- | ---- | ---- | ---- | ---- | ---- | ---- | ---- |
| Obyvatelé | 241  | 211  | 215  | 247  | 274  | 291  | 323  | 300  | 312  | 283  | 223  | 193  | 201  | 225  |
| Domy      | 43   | 45   | 46   | 51   | 60   | 65   | 70   | 69   | 60   | 62   | 60   | 64   | 67   | 68   |

Narodil se tu a působil politik Franz Kutscher (1865–1912) na počátku 20. století poslanec Českého zemského sněmu a Říšské rady.
Ve vsi funguje místní knihovna.

## Pamětihodnosti
- Venkovská usedlost čp. 9
- Kaple sv. Jana Nepomuckého